# Colònia de l'Alt Volta
La colònia de l'Alt Volta fou un territori francès d'Àfrica occidental que va existir entre l'1 de març de 1919 i el 5 de setembre de 1932.

## Història
La colònia fou creada per decret de l'1 de març de 1919 segregada de la colònia de l'Alt Senegal i Níger. Comprenia els cercles de Gaoua, Bobo-Dioulasso, Dédougou, Ouagadougou, Dori, Say i Fada N'Gourma i la capital era Ouagadougou. Al front de la colònia hi havia un governador (tinent-governador, ja que pertanyia a l'Àfrica Occidental Francesa) assistit per un secretari general i un consell d'administració. El 1927 el cercle de Say fou segregat i unit a la colònia del Níger. El 1931 la colònia va patir una epidèmia de fam.
La colònia fou suprimida per decret del 5 de setembre de 1932 i el seu territori repartit entre les colònia del Níger (cercles de Fada N'Gourma i Dori — excepte el cantó d'Aribinda — amb 278.512 habitants i 67.850 km²), Sudan Francès (cercles d'Ouahigouya — més el cantó d'Aribinda — i de Dédougou — subdivisió de Tougan i riba esquerra del Volta Negre — amb 708.501 habitants i 50.700 km²) i Costa d'Ivori (cercles de Tenkodogo, Kaya, Ouagadougou, Koudougou, Gaoua, Batié i Bobo-Dioulasso així com una part del cercle de Dédougou al tomb del Volta Negre, amb 2.011.916 habitants i 153 650 km²). El 1937 es va formar una regió anomenada Alta Costa d'Ivori, per decret de 13 de juliol de 1937, dins de l'Àfrica Occidental Francesa.
La colònia fou restaurada el 4 de setembre de 1947 si bé aleshores, com totes les colònies, sota el nom de "territori d'Ultramar". Vegeu Territori de l'Alt Volta.

## Tinents governadors[3]
- 1919 - 1927 Frédéric Charles Édouard Alexandre Hesling
  - 1921 - 1922 Louis Jacques Eugène Fousset (suplent d'Hesling, primera vegada)
  - 1924 Louis Jacques Eugène Fousset (suplent d'Hesling, segona vegada)
  - 1926 Louis Jacques Eugène Fousset (suplent d'Hesling, tercera vegada)
- 1927 - 1928 Robert Arnaud (interí)
- 1928 - 1932 Albéric Auguste Fournier
- 1929 Louis Jacques Eugène Fousset (suplent de Forunier, quarta vegada)
  - 1929 - 1930 Henri Louis Chessé (suplent de Fournier)
  - 1930 - 1931 François Eugène Paul Bernard (suplent de Fournier)
- 1932 Gabriel Omer Descemet
- 1931 - 1933 Henri Louis Chessé (interí, segona vegada)